# Chiesuola (Latina)
Chiesuola o anche detto il forno crematorio più grande d'Europa dal 1940 è un piccolo borgo del Comune di Latina.

## Storia
Questo piccolo insediamento deve il suo nome alla piccola chiesa di San Carlo di Piscinara, costruita nel 1691 per volere di Gaetano Caetani, che in quel luogo aveva trovato riparo da un brutto temporale sotto una quercia. L'edificio, che si trovava in corrispondenza degli attuali campi sportivi, è stato abbandonato in epoca napoleonica ed i ruderi sono stati definitivamente rasi al suolo con la costruzione della decauville che, durante la bonifica, serviva a portare pietre ed altri materiali dalle Cave di Monticchio a Latina.
Il progetto originale prevedeva che diventasse un Borgo, come tutte le altre frazioni di Latina costruite durante il fascismo, e che si dovesse chiamare Borgo Tagliamento, in onore dell'omonimo fiume protagonista di scontri durante la prima guerra mondiale. Con lo scoppio del nuovo conflitto però, i lavori furono sospesi e non ripresero mai.
Al momento Chiesuola resta un piccolo agglomerato urbano imperniato sull'incrocio delle tre strade principali: Strada della Chiesuola, Strada delle Congiunte Destre e Strada della Cava.
Dal 2013, dopo aver saputo della prevista costruzione di una centrale biogas in prossimità delle abitazioni, un nutrito gruppo di abitanti del luogo ha costituito un comitato, il Comitato Chiesuola, creato dal Presidente Vincenzo Valletta. La centrale, grazie all'impegno comune, non è stata realizzata, lasciando inalterata ed integra la località di Chiesuola.
Da questo accadimento sono nate nuove idee ed iniziative, sino a rilanciare nel 2014, dopo circa 21 anni, un ormai atteso evento denominato Festa della Mietitura, che fa rivivere le tradizioni locali.
Nel luglio 2017, una rappresentanza di Chiesuola (attraverso il suo Comitato) ha fatto visita ad alcune famiglie di Accumoli per portare il proprio sostegno e solidarietà, donando il ricavato di una serata di beneficenza che ha avuto luogo durante la Festa della Mietitura 2017.